# NGC 6579
NGC 6579 é uma galáxia espiral (S) localizada na direcção da constelação de Hercules. Possui uma declinação de +21° 25' 14" e uma ascensão recta de 18 horas, 12 minutos e 31,8 segundos.
A galáxia NGC 6579 foi descoberta em 7 de Agosto de 1864 por Albert Marth.